# デバ
デバ（Deba）は、スペイン・バスク州ギプスコア県のムニシピオ（基礎自治体）である。大西洋のビスケー湾に面する。ギプスコア県の沿岸地域では最西端部にあり、ビスカヤ県との県境に近い。自治体域にあるエカイン洞窟は世界文化遺産「アルタミラ洞窟とスペイン北部の旧石器洞窟美術」の構成遺産である。

## 地理

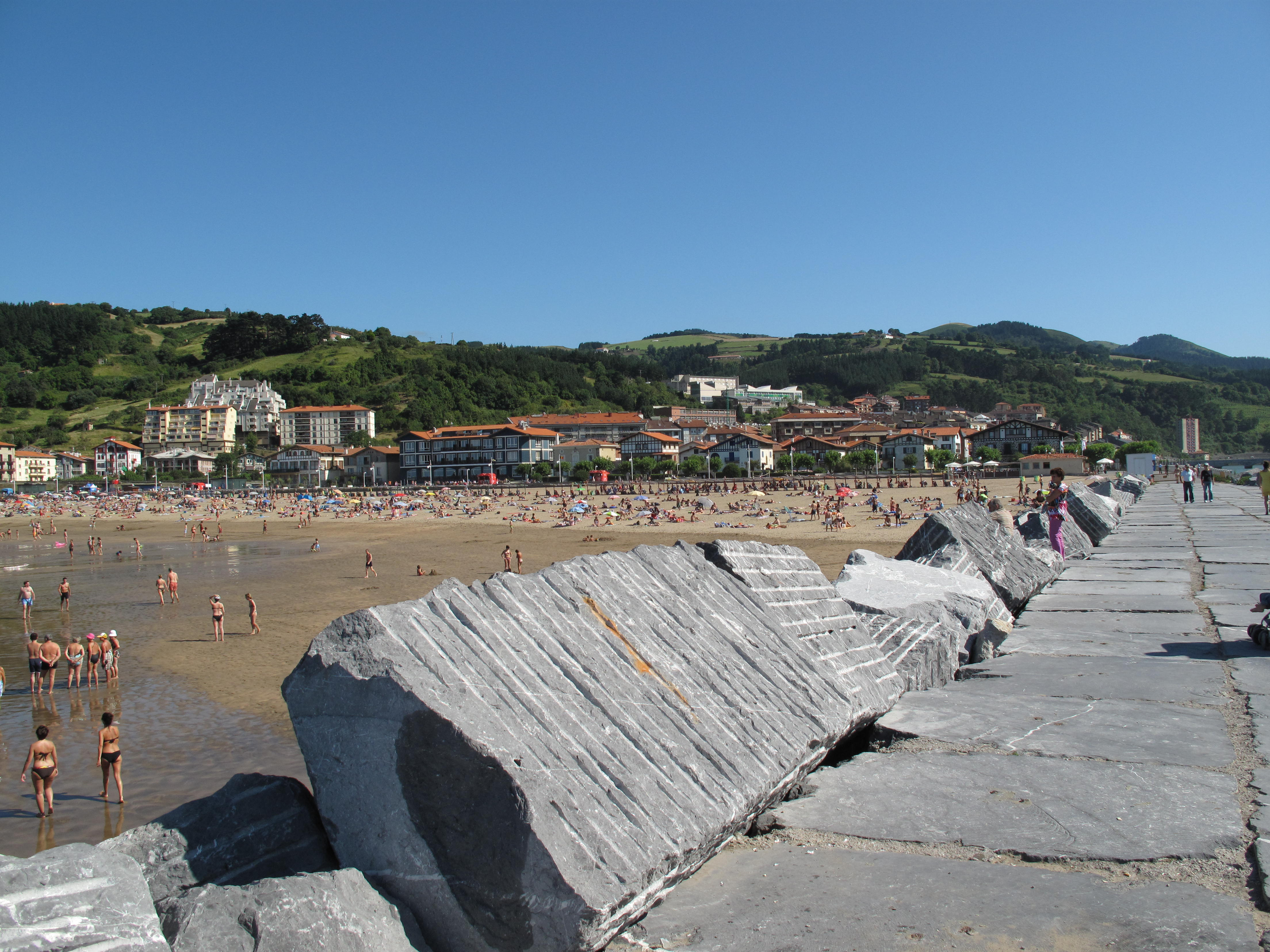
デバのビーチ

大西洋のビスケー湾に面するギプスコア県の自治体としては最西端部にあり、面積は約51.5平方キロメートル。ビスカヤ県との県境にあるムトリクに隣接している。東側に数キロメートルの距離にはスマイアがあり、西から順にムトリク、デバ、スマイアの3自治体はバスク海岸ジオパークを構成している。
自治体域は青い海と緑の山々に囲まれており、イツィアル、ラストゥルという3つの中心集落に加えて、130の小規模な集落が自治体内に点在している。もっとも大きな集落であるデバ集落はデバ川河口の右岸側にあり、大きくて美しいビーチがある。サンティアゴ・デ・コンポステーラの巡礼路の一部が通っており、巡礼者向けのホステルがある。

## 歴史
デバの自治体域には50以上の洞窟があり、エカイン洞窟（世界文化遺産「アルタミラ洞窟とスペイン北部の旧石器洞窟美術」の構成遺産）、エルミッティア洞窟、ウルティアガ洞窟などの豊かな考古学遺跡がある。これらの洞窟からは旧石器時代の貝塚や骨で作られた銛などが出土しており、エカイン洞窟には魚類の洞窟絵画も描かれている。古代ローマ時代の年代記でも現在のデバの海岸やデバ川が言及されており、この河川の名称が町の名称の由来となった。
1294年、サンチョ4世がイツィアルで住民に町の設立認可を与えた。イツィアルの住民はより海岸に近い場所に移動し、1343年に現在のデバに相当する新しい集落（モンレアル・デ・デバ）を築いた。15世紀のデバはカスティーリャ王国やアラゴン王国から集めた羊毛をヨーロッパ諸国に対して輸出する海運業で発展した。19世紀にはデバ港が衰退し、代わりに観光業が成長し始め、ヨーロッパにおける観光産業のパイオニアのひとつとなった。

## 政治
| デバ自治体議会選挙結果                  | デバ自治体議会選挙結果 | デバ自治体議会選挙結果 | デバ自治体議会選挙結果 | デバ自治体議会選挙結果 | デバ自治体議会選挙結果 | デバ自治体議会選挙結果 |
| 政党                                    | 2015                   | 2015                   | 2011                   | 2011                   | 2007                   | 2007                   |
| 政党                                    | 得票率                 | 議席数                 | 得票率                 | 議席数                 | 得票率                 | 議席数                 |
| --------------------------------------- | ---------------------- | ---------------------- | ---------------------- | ---------------------- | ---------------------- | ---------------------- |
| デババレン・アオチャ (DA)               | 39.48%                 | 5                      | -                      | -                      | -                      | -                      |
| エウスカル・エリア・ビルドゥ (EH Bildu) | 35.34%                 | 5                      | -                      | -                      | -                      | -                      |
| バスク民族主義党 (EAJ-PNV)              | 20.92%                 | 3                      | 21.81%                 | 3                      | 15.7%                  | 2                      |
| アルテルナティーバ                      | -                      | -                      | 31.44%                 | 5                      | -                      | -                      |
| バスク連帯 (EA)                         | -                      | -                      | 17.55%                 | 2                      | 31.11%                 | 5                      |
| アララール                              | -                      | -                      | 12.82%                 | 2                      | -                      | -                      |
| イツィアル・エリア・ソルツェン          | -                      | -                      | 7.92%                  | 1                      | 7.74%                  | 1                      |
| バスク民族主義者行動 (EAE-ANV)          | -                      | -                      | -                      | -                      | 23.07%                 | 3                      |
| バスク統一左翼/アララール (EB-B/A)      | -                      | -                      | -                      | -                      | 15.6%                  | 2                      |

## 人口
| デバの人口推移 1900－2010                               |
|                                                         |
| 出典:INE（スペイン国立統計局）1900年 - 1991年、1996年 - |

## 観光

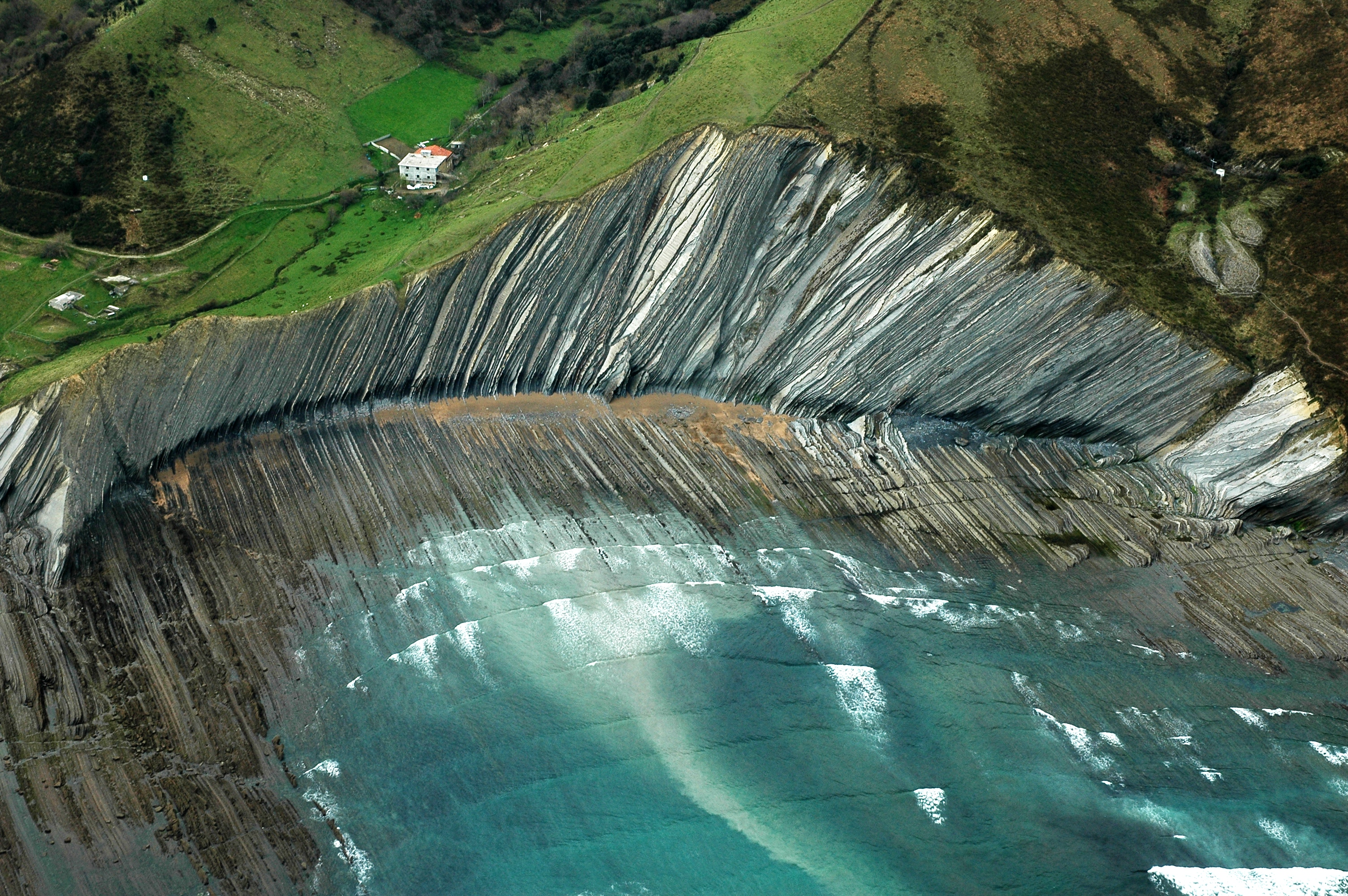
サコネタの特徴的な地層

### 海岸
デバの町はサンティアゴ海岸とラパリ海岸というふたつの海岸を有しており、それぞれISO 14001に認定されている。海岸近くにはカルデナス遊歩道とパブロ・ソロサバル遊歩道が長く続いており、海岸部には小規模なマリーナがある。マリーナの対岸には湿地が広がっており、ウ、サギ、泥地に生息する何種かの鳥類などのためにカサカンポ保護区域が指定されている。
デバの海岸はバスク海岸ジオパークに指定されている。メンダタとサコネタは壮大なフリッシュ地層であり、干潮時には印象的な景観を生み出す。これらの地層は柔らかい岩石と硬い岩石の層が交互に重なることで形成され、波による浸食で数百メートルの断崖を形成している。

### 農村部
イツィアルの集落はデバ市街地から6km内陸に入った場所にある。イツィアルにはイツィアル教会があり、この教会にある12世紀のイツィアルの聖母像が崇拝されている。イツィアルからさらに内陸に入ったイサライツ山塊にはラストゥル谷があり、サン・ニコラス・デ・ラストゥルの集落には教会、かつて製鉄所だったいくつかの製粉所、バスク・ペロタ競技場（フロントン）、わずか4軒の民家がある。ラストゥル谷は1335年の文献に登場し、谷にある製鉄所の要請でアルフォンソ11世が木の伐採を承認したことが書かれている。

### 洞窟

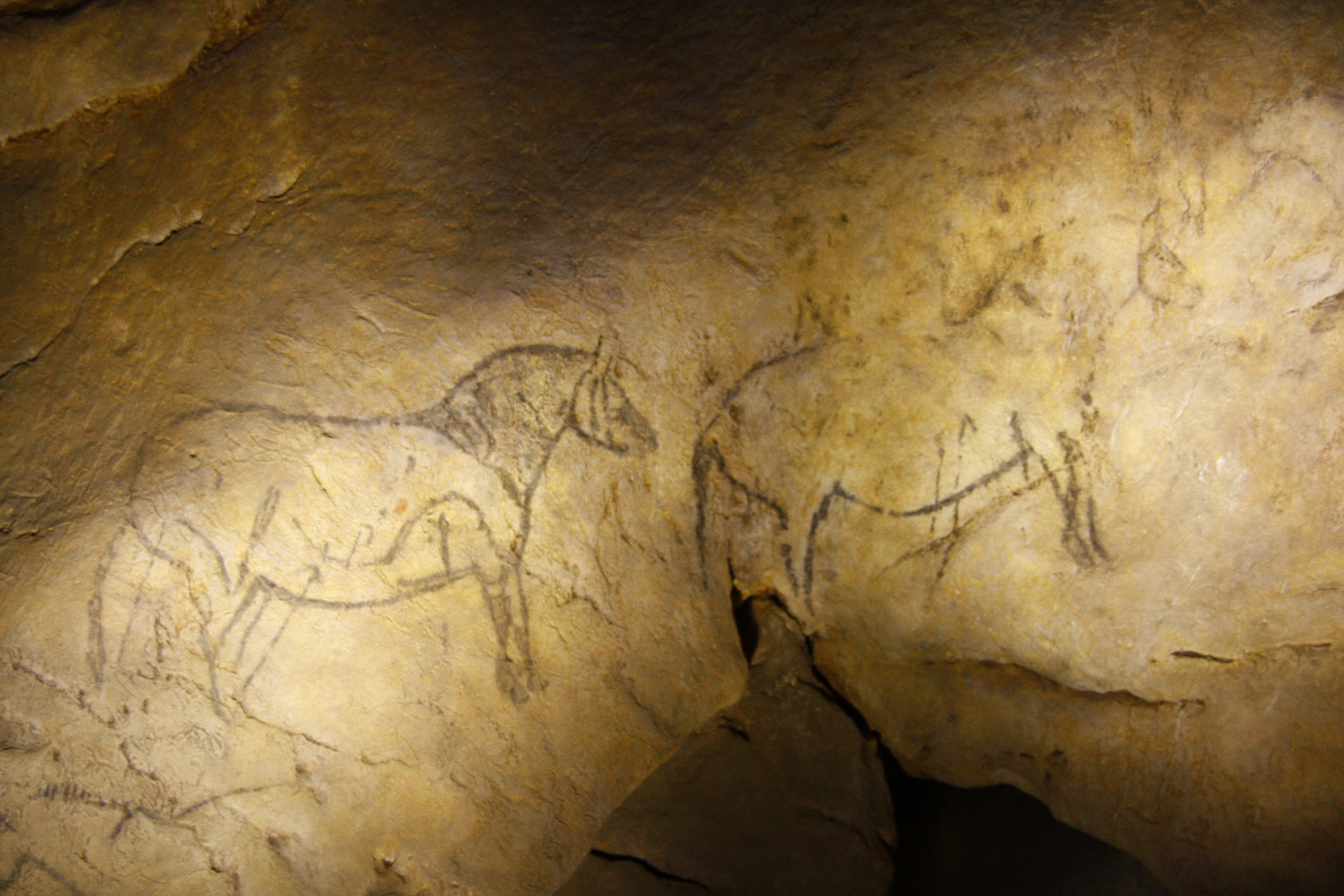
エカイン洞窟

デバの自治体域にはカルスト地形のイサライツ山塊があり、多くの洞窟が存在する。サスタライン谷のエンドイア地区にはエカイン洞窟がある。1969年に発見されたこの洞窟には、マドレーヌ文化期の紀元前15,000年から紀元前12,000年の洞窟絵画があり、2008年に世界文化遺産「アルタミラ洞窟とスペイン北部の旧石器洞窟美術」の構成遺産のひとつに含められた。エカイン洞窟には70以上の物体が描かれており、その大半はウマであるが、クマ、バイソン、シカ、ヤギ、サケなども描かれている。洞窟絵画の状態は良好であるものの、保存を優先して非公開となっており、洞窟近くの展示室でレプリカを見学することができる。

## 文化
デバは重要な観光地である。デバ集落のレルスンディ通りにあるアスンシオンの聖母教会は16世紀に建設された。文化的観点でアスンシオン教会はデバでもっとも興味深い場所であり、このバスク・ゴシック様式の教会は重要文化財建築物に指定されている。バロック様式のデバ庁舎も注目すべき建築物である。
デバでもっとも重要な祭礼は、町の守護聖人である聖ロケの祭礼であり、8月14日から8月20日に祝われる。この祭礼では太鼓の演奏、エンシエロ（牛追い）、若い雄牛と若手闘牛士による闘牛、伝統舞踊、屋外パーティなどが開催される。

## 交通

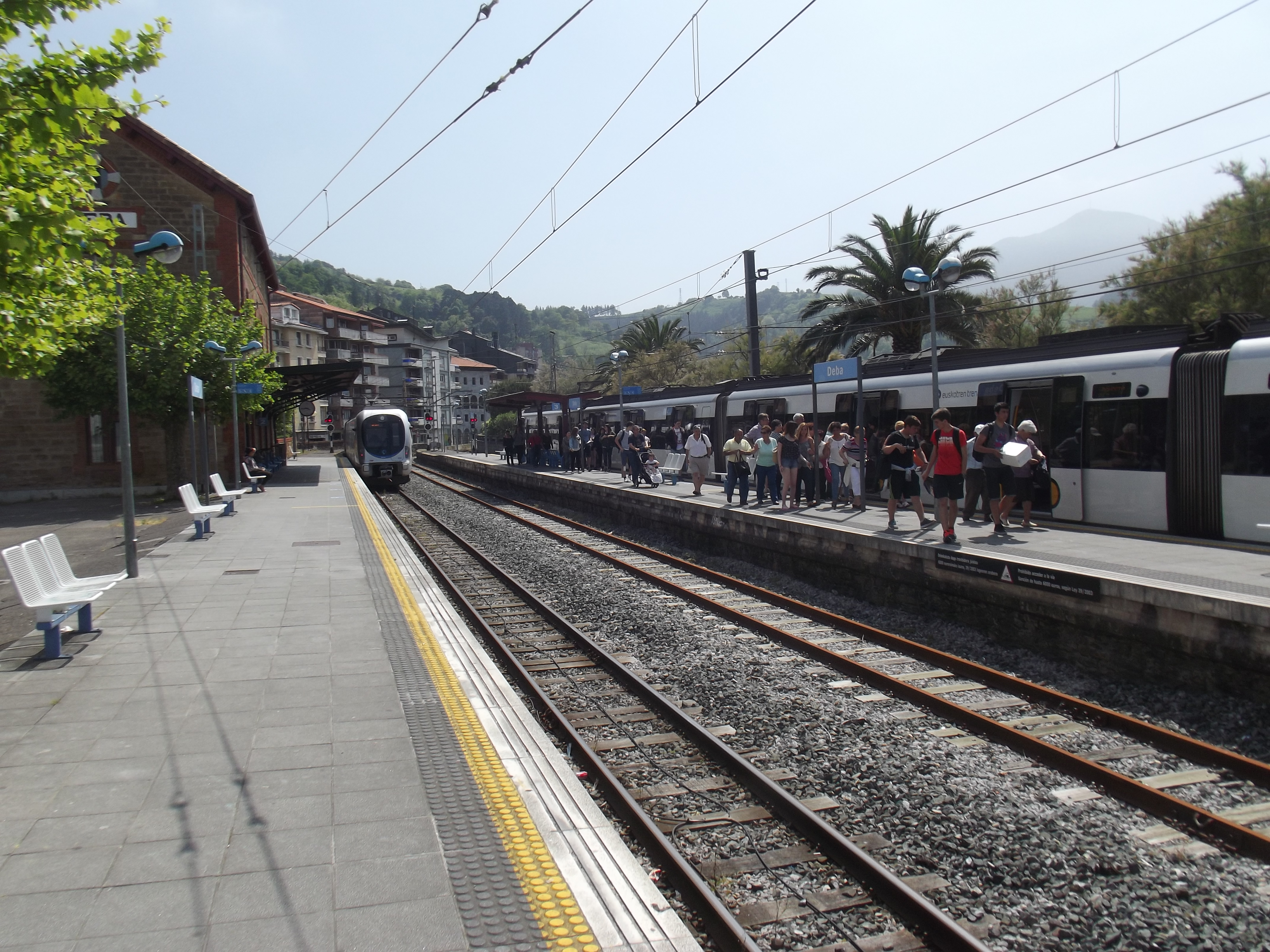
デバ駅

ビルバオからサン・セバスティアンを経由してスペイン＝フランスに至るAP-8号線（カンタブリア高速道路）がデバの自治体域を通っているが、AP-8号線と並行する一般道であるN-634号線はよりデバ市街地に近い部分を通っている。AP-8号線と並行してビルバオとサン・セバスティアンを結ぶバスク鉄道の路線が走っており、デバにはデバ駅が設置されている。
空港としてはサン・セバスティアン空港、ビアリッツ＝アングレット＝バイヨンヌ空港（フランス）、ビルバオ空港からデバの町にアクセスすることができる。自動車での所要時間はサン・セバスティアンから約25分、ビルバオから約35分、アンダイエ（フランス）から約40分、ビトリア＝ガステイスから約60分、パンプローナから約70分である。

## 出身者
- フアン・ベナンシオ・アラキスタイン（スペイン語版）(1828-1906) : 著作家。
- ルイス・ウルキリ（スペイン語版）(1906-1979) : サッカー選手・指導者。
- ウスタピデ（スペイン語版）(1909-1983) : ベルチョラリ（即興詩歌人）。
- アンセルモ・アランベリ（スペイン語版）(1921-2000) : 自転車競技選手。
- ロマン・ガララガ（スペイン語版）(1921-2009) : サッカー選手・指導者。
- イツィアル・アイスプルア（スペイン語版）(1943-) : 政治家。
- イニャキ・エスナオラ（スペイン語版）(1948-) : 法曹・政治家。
- ヨキン・アペリバイ（スペイン語版）(1966-) : 実業家。レアル・ソシエダ会長。
- アイトール・オサ（スペイン語版）(1973-) : 自転車競技選手。ウナイ・オサの兄。
- ウナイ・オサ（スペイン語版）(1975-) : 自転車競技選手。アイトール・オサの弟。
- アシエル・リエスゴ(1983-) : サッカー選手。

## ギャラリー

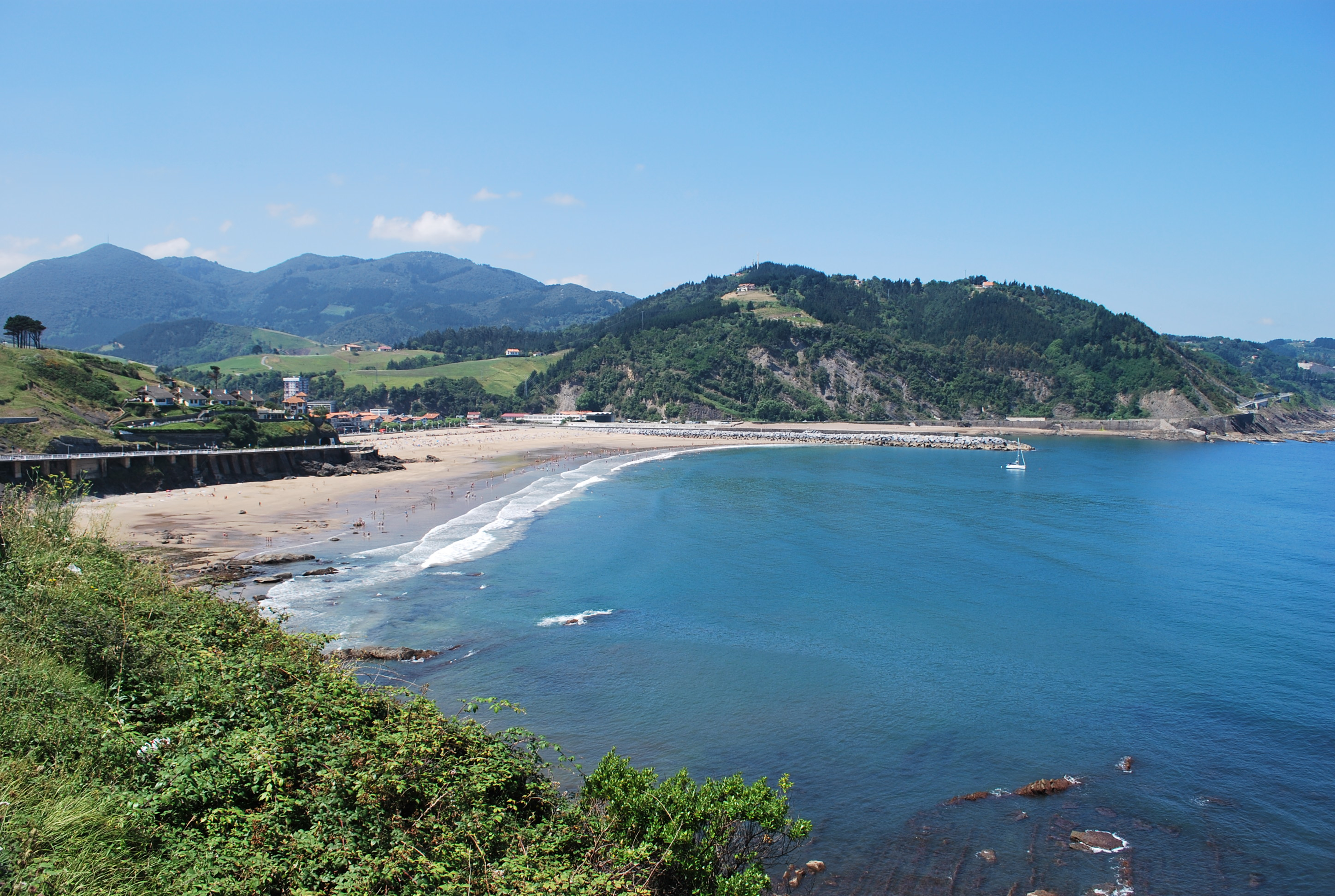
デバのビーチ
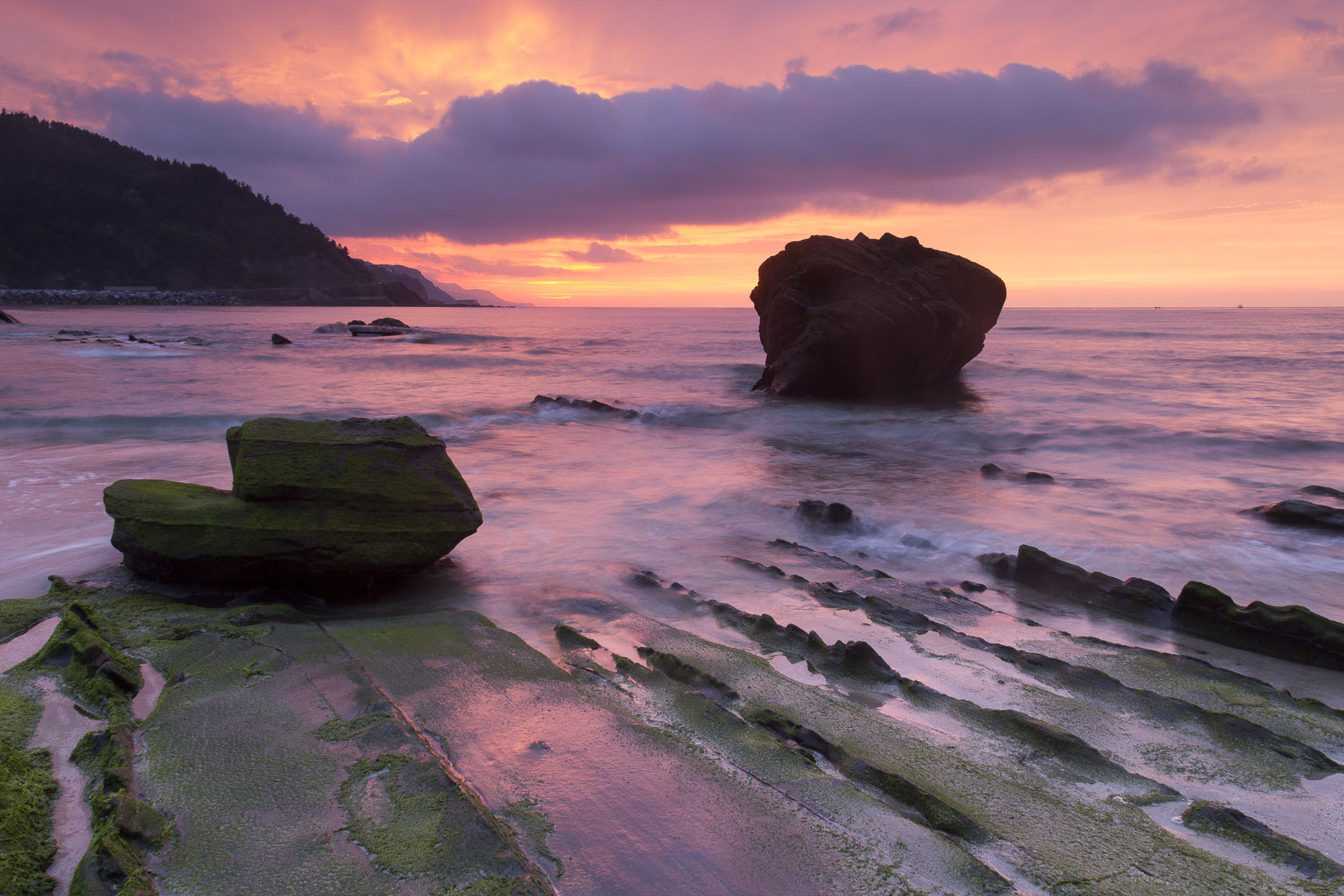
デバの夕焼け
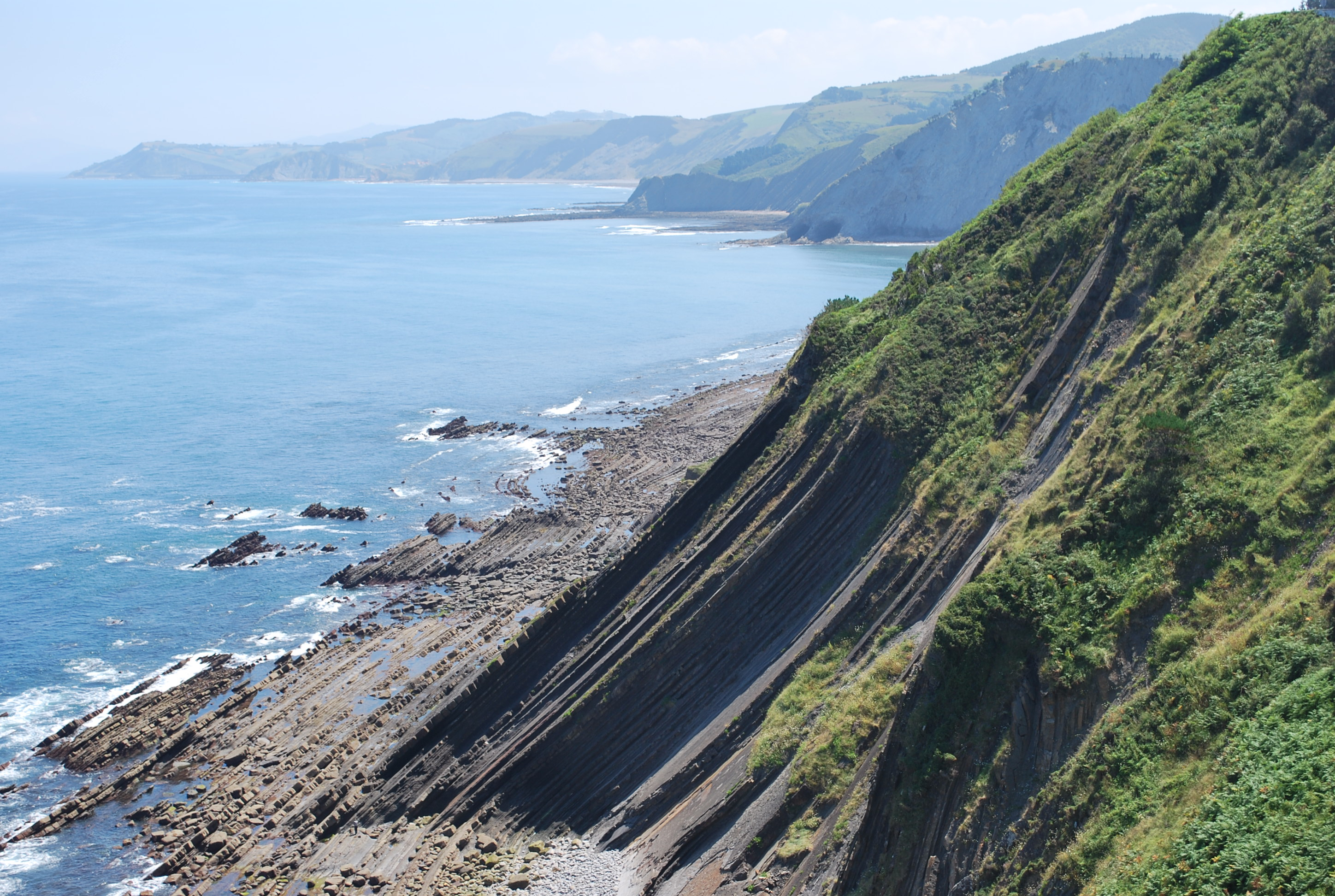
ナイフ状の岩
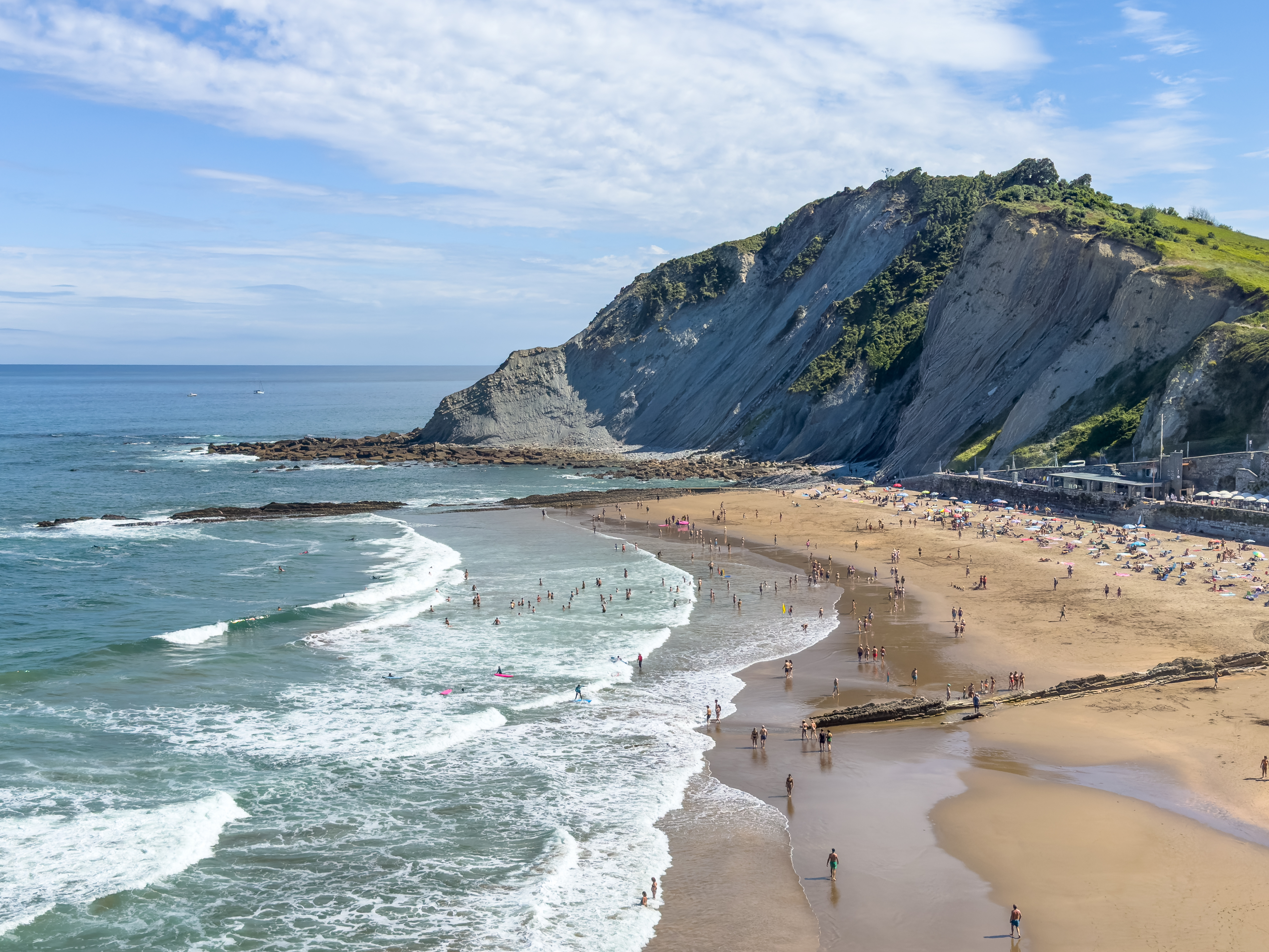
隣接するスマイアのイツルン海岸
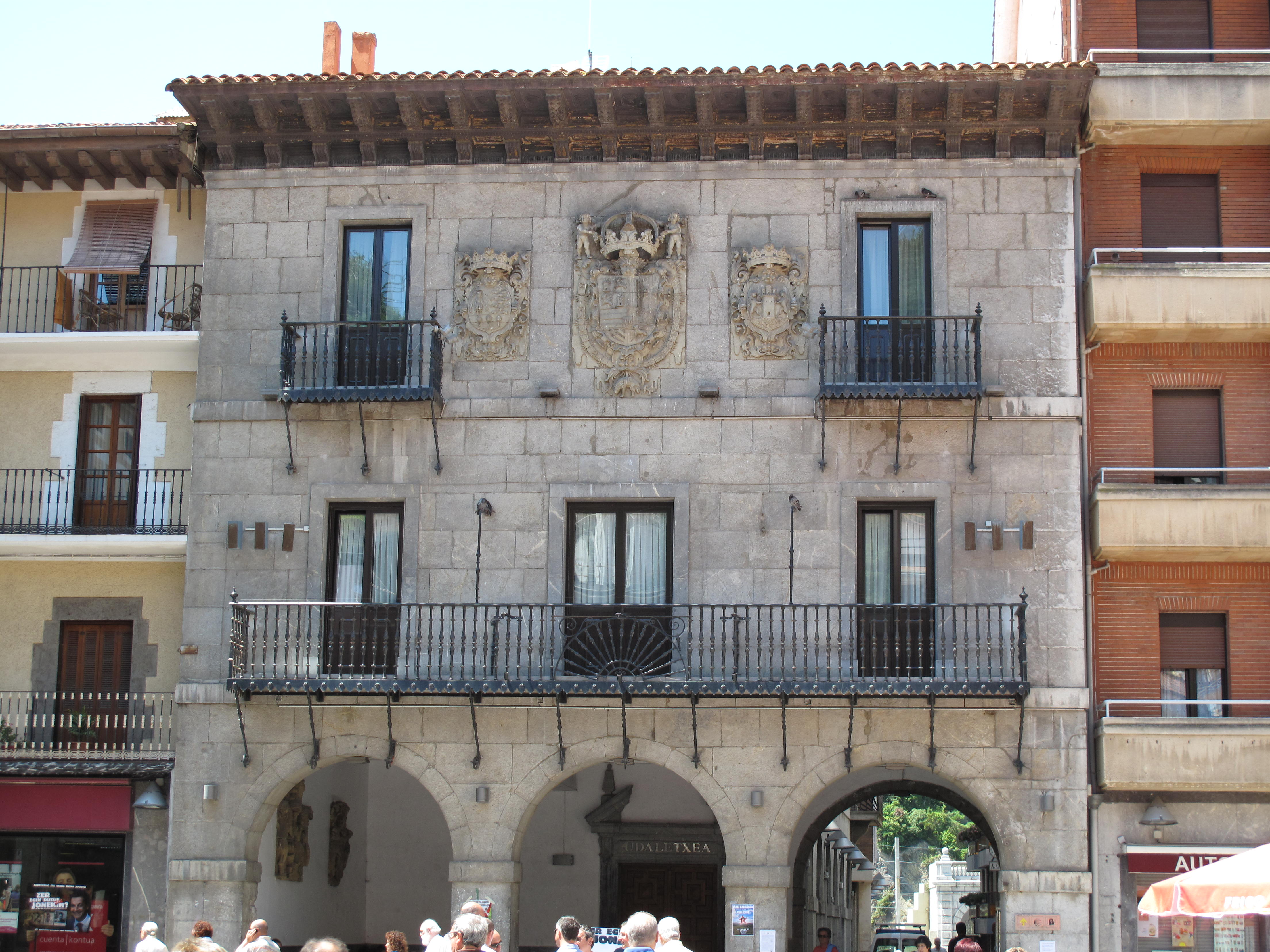
デバ庁舎